# Hadula
Genre
Hadula est un genre de lépidoptères nocturnes de la famille des Noctuidae.
Ce genre est considéré comme non valide et doit être remplacé par le genre Anarta Ochsenheimer, 1816

## Espèces rencontrées en Europe
- Hadula (Calocestra) colletti (Sparre-Schneider, 1876)
- Hadula (Calocestra) dianthi (Tauscher 1809)
  - Hadula (Calocestra) dianthi dianthi (Tauscher, 1809)
  - Hadula (Calocestra) dianthi hubiesi (Lajonquière, 1969)
  - Hadula (Calocestra) dianthi hungarica (F. Wagner, 1930)
  - Hadula (Calocestra) dianthi parenzani Hacker, 1998
- Hadula (Calocestra) farnhami, (Grote, 1873)
  - Hadula (Calocestra) farnhami palaearctica Hacker, 1998
- Hadula (Calocestra) gredosi (de Laever, 1977)
- Hadula (Calocestra) hoplites (Staudinger, 1901)
- Hadula (Calocestra) inperspicua Hacker, 1998
- Hadula (Calocestra) melanopa (Thunberg, 1791)
  - Hadula (Calocestra) melanopa brunnea (Tutt, 1892)
  - Hadula (Calocestra) melanopa melanopa (Thunberg, 1791)
  - Hadula (Calocestra) melanopa rupestralis (Hübner, 1799)
- Hadula (Calocestra) mendax (Staudinger, 1879) 
  - Hadula (Calocestra) mendax occidentalis Hacker, 1998
- Hadula (Calocestra) nupponenorum Hacker & Fibiger, 2002
- Hadula (Calocestra) odontites (Boisduval, 1829)
- Hadula (Calocestra) pugnax (Hübner, 1824)
- Hadula (Calocestra) sodae (Rambur, 1829)
- Hadula (Calocestra) stigmosa (Christoph, 1887)
  - Hadula (Calocestra) stigmosa atlantica (Boursin, 1936)
  - Hadula (Calocestra) stigmosa stigmosa (Christoph, 1887)
- Hadula (Calocestra) trifolii (Hufnagel, 1766)
- Hadula (Cardiestra) halolimna Gyulai & Varga, 1998
- Hadula (Hadula) sabulorum (Alphéraky, 1892)
  - Hadula (Hadula) sabulorum pulverata (A. Bang-Haas, 1907)